# Josef Köstner
Josef Köstner (ur. 9 marca 1906 w Klagenfurt am Wörthersee, zm. 1 stycznia 1982 w Gurk) – austriacki duchowny katolicki, biskup diecezjalny Gurk 1945-1981.

## Życiorys
Święcenia kapłańskie otrzymał 25 października 1931.
25 czerwca 1945 papież Pius XII mianował go biskupem diecezjalnym Gurk. 5 sierpnia 1945 z rąk arcybiskupa Andreasa Rohrachera przyjął sakrę biskupią.
25 kwietnia 1981 na ręce papieża Jana Pawła II ze względu na wiek złożył rezygnację z zajmowanej funkcji.